# Litsea magnifolia
Litsea magnifolia är en lagerväxtart som beskrevs av John Wynn Gillespie. Litsea magnifolia ingår i släktet Litsea och familjen lagerväxter. Inga underarter finns listade i Catalogue of Life.